# نهر كوندامين
نهر كوندامين (بالإنجليزية:Condamine River) هو جزء من حوض موراي دارلينغ، ينبع من قمة جبل سبيربوس Superbus أعلى قمة في جنوب شرق كوينزلاند، مساحة حوضه 13292 كم2، النهر يتدفق عبر مدينتي كيلارني وأرويك Killarney and Warwick. 